# Pulau Mansuar
Pulau Mansuar är en ö i Indonesien.   Den ligger i provinsen Papua Barat, i den östra delen av landet, 2 700 km öster om huvudstaden Jakarta. Arean är 14,5 kvadratkilometer.
Terrängen på Pulau Mansuar är lite kuperad. Öns högsta punkt är 363 meter över havet. Den sträcker sig 5,0 kilometer i nord-sydlig riktning, och 11,6 kilometer i öst-västlig riktning.